# Kataoka Yosuke
Yosuke Kataoka (sinh ngày 26 tháng 5 năm 1982) là một cầu thủ bóng đá người Nhật Bản.

## Sự nghiệp câu lạc bộ
Yosuke Kataoka đã từng chơi cho Omiya Ardija, Kyoto Sanga FC và Gainare Tottori.